# Katehin
Katehin je flavan-3-ol, tip prirodnog fenola i antioksidans. On je biljni sekundarni metabolit iz grupe flavan-3-ola (ili jednostavno flavanola). Često se smatra da on pripada familiji flavonoida.
Ime katehinske hemijske familije je izvedeno iz katehu, što je sok ili ekstrakt Mimosa catechu (Acacia catechu L.f)